# Laura Juškaitė
Laura Juškaitė (Skuodas, 22 settembre 1997) è una cestista lituana.
Ala di 187 cm, ha giocato in Serie A1 italiana con Ragusa. Fa parte della Nazionale lituana.